# Королевство Италия (1861—1946)
Короле́вство Ита́лия (итал. Regno d'Italia) — государство, возникшее в 1861 году в ходе Рисорджименто и объединившее все независимые итальянские государства в единую страну под властью Сардинского королевства. Правившая в Сардинском королевстве Савойская династия стала правящей династией Италии. После референдума 1946 года Италия перешла от монархического строя к республиканскому, а королевская семья уехала из страны.
Государство возникло в результате продолжавшегося несколько десятилетий процесса объединения различных государств Апеннинского полуострова в единое государство — Рисорджименто. На этот процесс оказало влияние Сардинское королевство под руководством Савойского дома, которое можно считать юридическим предшественником Италии.
В 1866 году Италия объявила войну Австрийской империи в союзе с Пруссией и после победы получила Венецию. В 1870 году итальянские войска вошли в Рим, положив конец более чем тысячелетней папской власти. В 1882 году Италия заключила Тройственный союз с Германской империей и Австро-Венгрией после сильных разногласий с Францией по поводу их колониальной экспансии. Хотя отношения с Германией стали очень дружественными, союз с Австро-Венгрией оставался лишь формальным, отчасти из-за желания Италии заполучить Тренто и Триест у Австро-Венгрии. В результате Италия приняла приглашение Великобритании присоединиться к союзным державам во время Первой мировой войны, поскольку западные державы обещали более щедрую, чем предложение Вены в обмен на итальянский нейтралитет, территориальную компенсацию за счёт Австро-Венгрии за участие в войне. Победа в войне дала Италии постоянное место в Совете Лиги Наций.
В 1922 году Бенито Муссолини стал премьер-министром Италии, положив начало периоду правления Национальной фашистской партии, известной как «фашистская Италия». Итальянские фашисты установили тоталитарный режим и подавили авторитарными механизмами политическую и интеллектуальную оппозицию, продвигая экономическую модернизацию, традиционные социальные ценности и сближение с Римско-католической церковью через Латеранские соглашения, которые создали город Ватикан как суверенную замену Папской области. В конце 1930-х годов фашистское правительство начало проводить более агрессивную внешнюю политику.  К ней относятся война против Эфиопии, конфронтация с Лигой Наций, приведшая к санкциям, растущая экономическая автаркия и подписание Стального пакта.
Фашистская Италия стала одним из ведущих членов держав «оси» во Второй мировой войне. К 1943 году поражения немецких и итальянских войск на нескольких фронтах и успешная высадка союзников на Сицилию привели к падению фашистского режима. Муссолини был помещён под арест по приказу короля Виктора Эммануила III. В сентябре 1943 года новое правительство подписало перемирие с союзниками. Немецкие войска оккупировали северную и центральную Италию, создав Итальянскую социальную республику — марионеточное коллаборационистское государство, которым руководили Муссолини и его фашистские сторонники. Как следствие, страна погрузилась в гражданскую войну, в ходе которой итальянская союзническая армия и движение сопротивления противостояли силам Национальной республиканской армии и её немецким союзникам.
Вскоре после окончания войны гражданское недовольство привело к проведению в 1946 году конституционного референдума о том, останется ли Италия монархией или станет республикой. Граждане Италии решили отказаться от монархии и образовать Итальянскую Республику.

## История

### Объединение

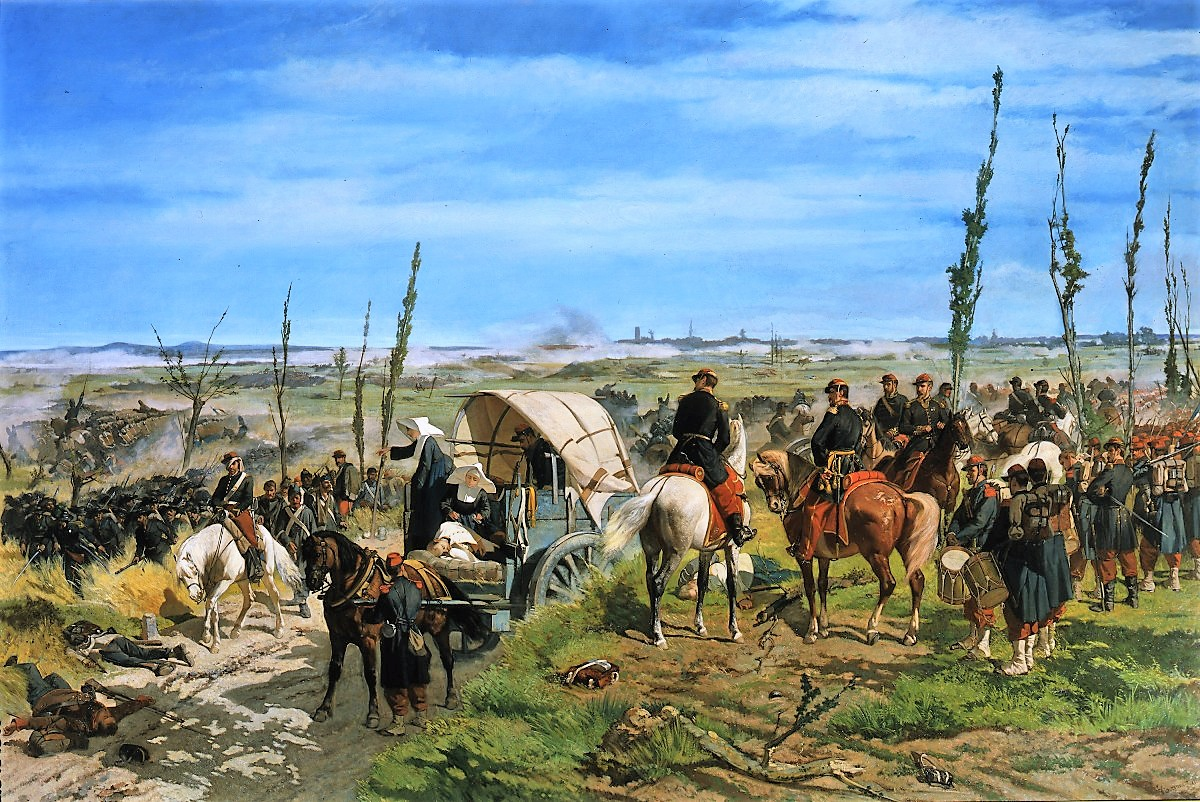
Лагерь итальянских войск во время битвы при Мадженто (Австро-итало-французская война)

До 1861 года единого государства на территории Италии не существовало. На Апеннинском полуострове существовало несколько независимых итальянских государств, северо-восточная его часть находилась под властью габсбургской Австрийской империи.
В начале XIX века начались войны за объединение Италии под знаменем Сардинского королевства. И хотя поначалу военные действия против Австрийской империи закончились неудачно, они сыграли важную роль в поднятии и распространении патриотических чувств. В ходе австро-итало-французской войны и последовавшей за ней высадкой войск Гарибальди на Сицилии происходит объединение Сардинского королевства с Ломбардией, Тосканой, Романьей, Пармой, Моденой и Королевством обеих Сицилий. 17 марта 1861 года парламент Сардинии провозглашает независимое Королевство Италия со столицей в Турине, его главой становится король Виктор Эммануил II.
Однако не вся территория Италии была объединена. Часть Апеннинского полуострова по-прежнему находилась под властью Австрии, а в Риме, занятом французскими войсками, сохранялась власть папы римского.
18 февраля 1861 года в Турине собрался парламент, созванный от всей объединённой Италии.14 марта 1861 года Виктор-Эммануил принял титул короля Италии под именем Виктора-Эммануила II. Через 10 дней парламент признал Рим «будущей столицей Италии». Это ставило Италию в безусловно враждебные отношения со Святым Престолом. С потерей Савойи и Ниццы народ поневоле примирился, но он не мог считать национальное дело завершённым, пока в Риме господствовал, на правах короля, Пий IX, а в Венецианской области — иностранный монарх. Однако у правительства Италии было на руках слишком много дел, чтобы начинать новую войну. Финансы были расстроены, государство обременено миллиардным долгом. Присоединение к нему прежних итальянских владений с финансами ещё более расстроенными, со столь же тяжёлыми долгами, не могло улучшить положение дел. Шайки разбойников, особенно сильные на юге, находили поддержку у клерикалов и бурбонистов. 6 июня 1861 года умер Кавур, и управление перешло в руки людей менее даровитых: Риказоли, потом Раттацци (1862), Мингетти (1862), генерала Ламорморы (1864), вновь Риказоли (1866), затем снова Раттацци. От услуг Гарибальди, который желал (1860) сделаться временно наместником южной Италии, король отказался — Гарибальдийский легион был распущен.
Революционное брожение в стране не утихало, а в 1862 году оно выразилось в новой экспедиции Гарибальди, который высадился в Палермо, оттуда переехал на материк и двинулся, со своими волонтёрами, на Рим. Король в резкой прокламации высказался против него, как против бунтовщика, и послал для его усмирения войска. У подножия Аспромонте легион Гарибальди был разбит, а вождь его ранен и взят в плен, но скоро освобождён. Движение было подавлено.
Правительство в это время вело переговоры о Риме, надеясь той же цели добиться дипломатическим путём. Для начала оно хлопотало об удалении оттуда французского отряда, все ещё охранявшего папскую столицу. Наконец сентябрьской конвенцией (1864) Наполеон согласился на постепенную (в течение 2 лет) эвакуацию Рима, с тем, чтобы папе была дана возможность организовать собственное войско, а Италия обязалась бы не только не нападать на него, но защищать от всякого нападения извне, навсегда отказалась бы от Рима и перенесла бы свою столицу из Турина во Флоренцию. Договор вызвал сильное раздражение во всей Италии и даже мятеж на улицах Турина, подавленный с большой суровостью. Беспорядки повторились в начале 1865 года, но тем не менее король, с согласия парламента, переехал во Флоренцию, 3 февраля, со всем двором и правительством. Примирения с Римом это переселение, однако, не доставило. Папа энцикликой и силлабусом, опубликованными в декабре 1864 года, заявил, что он ни от одной йоты в своих притязаниях не отказывается — а в итальянском парламенте правительство проводило законы о гражданском браке, о секуляризации духовных имений, о закрытии монастырей.
Новый шаг на пути к объединению был сделан Италией благодаря Пруссии и Бисмарку. Когда последний решился на войну с Австрией, он нашёл выгодным привлечь на свою сторону Италию. 8 апреля 1866 года был заключён оборонительный и наступательный союз между Пруссией и Италией, по которому мирный договор с Австрией должен был быть заключён лишь по согласию обоих союзников, причём Бисмарк заранее уступал Италии Венецианскую область. В действительности участие Италии в войне было совершенно излишне, потому что Венецию можно было получить даром: Австрия, узнав о договоре, предложила Италии эту область без войны, с тем лишь, чтобы отвлечь Италию от союза, но итальянская дипломатия не сумела этого устроить. Министр Ламормора, как он объяснял впоследствии, считал позором для Италии разорвать подписанный договор, и предпочёл вмешаться в войну. Война, однако, была неудачна, несмотря на участие в ней Гарибальди с его волонтёрами. Итальянские генералы ссорились между собою, и в то время, когда пруссаки совершали победоносное шествие на Вену, итальянцы терпели поражения: при Кустоцце, 24 июня (на суше), и при Лиссе (у берегов Далмации), 20 июля, на море. Австрия, однако, уступила Венецию Наполеону, который передал её Италии 3 октября был заключён Венский мирный договор между Италией и Австрией (отдельно от пражского прусско-австрийского договора), по которому Венеция отошла к Италии; это было подтверждено народным голосованием. В конце 1866 года Наполеон вывел из Рима последние отряды своего войска, оккупировавшего этот город 17 лет.

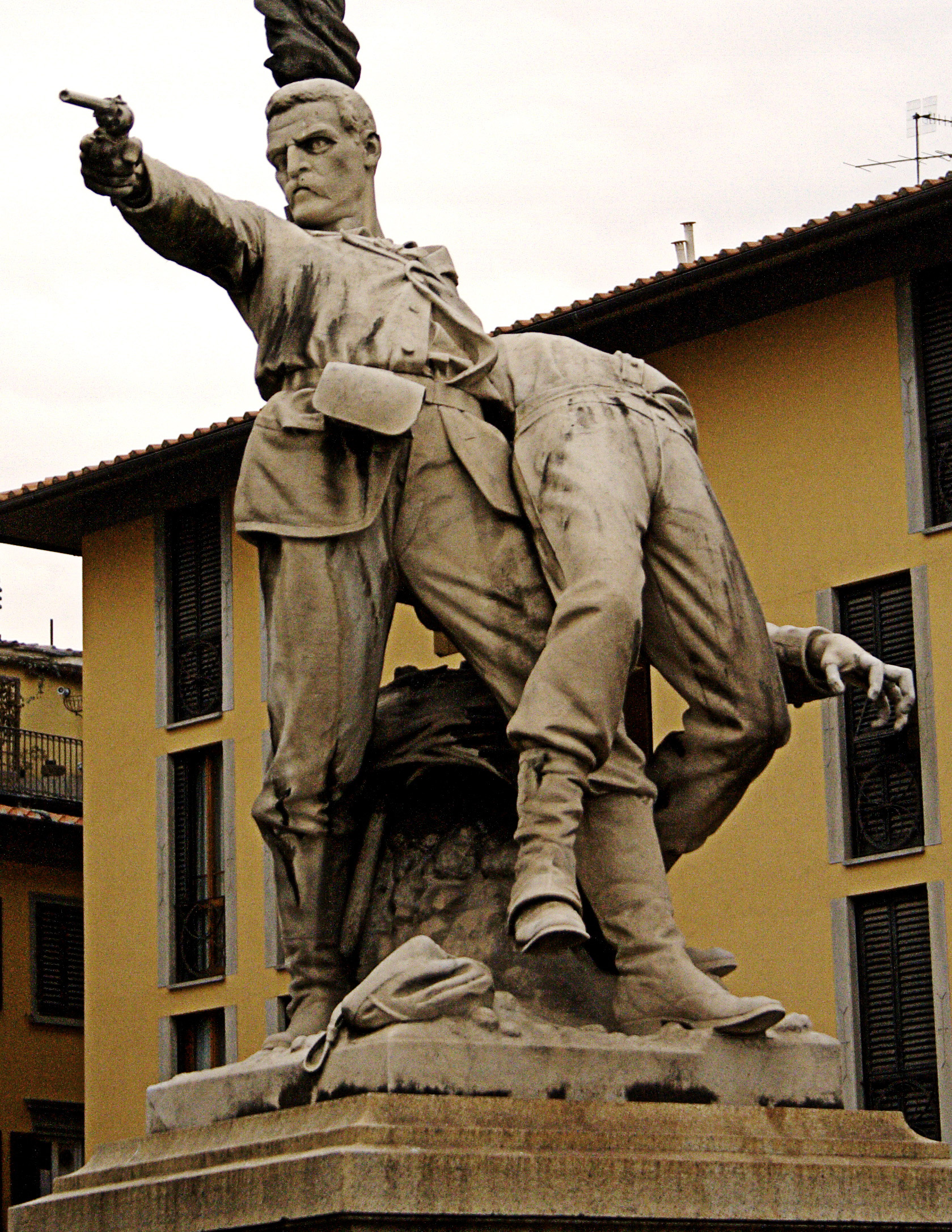
Монумент во Флоренции в память о 150 отважных гарибальдийцах, павших в сражении при Ментане

Год спустя, Гарибальди вновь созвал своих волонтёров, и вновь двинулся на Рим. Тогда французский корпус немедленно был вновь отправлен в Рим, и вместе с войсками папы нанёс 3 ноября 1867 года у Ментаны (близ Рима) поражение Гарибальди, он сам был взят в плен и отправлен на о-в Капреру. Французский корпус вновь остался охранять папские владения. Этот факт (так же как и подозрение, что Гарибальди действовал с согласия короля и правительства) повёл за собой охлаждение между Наполеоном и Виктором-Эммануилом, Францией и Италией. Охлаждение усилилось, когда Наполеон стал искать союзников для предстоящей борьбы с Пруссией, и не встретил в Италии ни малейшей склонности к союзу с ним, даже тогда, когда обещал отозвать из Рима французский гарнизон.
Когда началась Франко-германская война, итальянское правительство сначала готово было держаться сентябрьской конвенции, но седанская катастрофа (2 сентября 1870) и отплытие французского корпуса из Рима развязали ему руки. Оно выставило на границе наблюдательный корпус. Гарибальдиец Биксио взял Чивитавеккию. Правительство сперва пыталось убедить папу добровольно отказаться от светской власти, но папа ни на что не соглашался. Тогда (20 сентября) правительственные войска начали бомбардировку Рима. Там было несколько тысяч войск папы, к которым присоединились отряды добровольцев и бандитов из Абруцци. 3-часовой канонады было достаточно, чтобы принудить их сдаться гораздо более сильному неприятелю. В Риме было организовано временное правительство, папские войска распущены, иностранные наёмники высланы из Италии. 3 октября произошло народное голосование по вопросу о присоединении Рима к Италии. Из 167 000 избирателей подали голос 135 600: 134 000 высказались за присоединение, 1507 — против. 9 октября состоялось официальное присоединение. 26 января 1871 года парламент постановил перенести столицу в Рим. Только Савойя и Ницца, добровольно уступленные Франции, да Триест в Истрии и южный Тироль оставались под чужеземной властью, против чего продолжала протестовать партия ирредентистов.

### Объединённая Италия в1871—1900 годах
После Рисорджименто (объединение Италии) страна была признана «шестой великой державой», другими были Австрия, Пруссия, Франция, Россия и Британская империя. Италия была принята в союз великих держав как подписавшая Лондонский договор (1871 год), но называлась наименьшей из великих держав.
Ближайшим делом правительства объединённой Италии было определить свои отношения со Святым Престолом. В мае 1871 года были приняты законы о гарантиях, создавшие исключительное положение для Римско-католической церкви в Италии. Папе установили ежегодное содержание в 3,5 млн франков и передали 5 млн, найденные в римском казначействе, при этом государственный долг Папской области приняла на себя Италия. Папе были оставлены Ватиканский и Латеранский дворцы, с принадлежащими к ним постройками, а Квиринальский дворец стал резиденцией короля (с тех пор принято именами Квиринал и Ватикан обозначать правительство Италии и Св. Престол). Папа отказался от «иудиных» денег и стал систематически разыгрывать роль «ватиканского узника», хотя его положение, пользующегося почестями и привилегиями монарха, весьма мало подходило к такой роли. Поведение папы вызывало правительство на борьбу, а систематическое уклонение клерикалов от всякого участия в политической жизни непризнанного папой государства, облегчало проведение в парламенте соответствующих законов. В мае 1873 года, несмотря на противодействие клерикалов, Палата депутатов почти единогласно приняла закон о закрытии монастырей во всей Италии (с некоторыми изъятиями). Событие это совпало с началом культуркампфа в Германии и послужило одной из причин сближения Италии с этой державой. Франция, где в то время клерикалы пользовались большим влиянием и были сильны антигерманские настроения, оказалась естественной союзницей папы. Французское военное судно постоянно крейсировало близ Рима, чтобы оказать содействие папе, в случае, например, если он вздумает бежать из своего «плена».
Однако итальянские демократы, не испытывавшие симпатии к версальскому правительству, опасались также и Германии, с неудовольствием смотрели на посещение королём Вены и Берлина (1873) и другие признаки растущей близости между дворами и правительствами Виктора Эммануила, Вильгельма I и Франца-Иосифа. Объединение государственных долгов — результат политического объединения — создало Италии долг в 8 млрд лир (кроме бумажных денег с принудительным курсом), по которому приходилось выплачивать ежегодно 460 млн только в виде процентов. Кредит был подорван; дефицит в росписи на 1872 год достигал 80 млн. Улучшить положение финансов можно было только радикальной реформой налоговой системы и значительным сокращением расходов на армию. Но на это не решалось ни одно правительство, опасаясь лишиться поддержки состоятельных классов населения. Правительство предпочитало поправлять финансы грошовыми экономиями и новыми налогами. На подобном проекте пал кабинет Джованни Ланцы летом 1873 года. Его место заняло правительство Мингетти, которое сумело, при помощи разных полумер, представить бездефицитную роспись. При нём поступили в казну железные дороги, но впоследствии, в 1885 году, эксплуатация железных дорог была передана на 60 лет обратно частным компаниям.
Правительство Мингетти пало в марте 1876 года из-за проектов новых налогов. Мингетти был последним министром, принадлежавшим к правой партии и опиравшимся на так называемую «консортерию» (партию, сохранившую кавуровские традиции). К середине 1870-х годов она распалась и ослабла. Центр тяжести в парламенте сместился влево, к партии, по старой памяти называвшей себя радикальной. Многие её деятели в своё время были гарибальдийцами, но теперь итальянские радикалы стали более умеренными, сохранив вражду к клерикализму. 
Место Мингетти занял Агостино Депретис; портфель министра внутренних дел получил радикал Джованни Никотера. Палата депутатов была распущена и новые выборы дали подавляющее большинство сторонникам правительства. Впрочем большинство оказалось весьма разнородным; его фракции по каждому частному вопросу группировались довольно неожиданным образом; поэтому начались беспрестанные правительственные кризисы, то общие, то частные. В конце 1877 года Никотера был вынужден уйти в отставку и его место занял сицилиец Франческо Криспи, который стал лидером кабинета. 
Уже через 2,5 месяца образовался кабинет другого гарибальдийца — Бенедетто Кайроли, считавшегося вождём более радикальной фракции. После нескольких месяцев управления он уступил место более умеренному Депретису, продержавшемуся, в свою очередь, лишь полгода и павшему из-за налога на муку. Второе министерство Кайроли сумело провело этот закон, и через полгода снова пало.
Тем временем, 9 января 1878 года скончался король Виктор Эммануил II, заслуги которого в деле объединения Италии признавались (и даже иногда преувеличивались) всеми, не исключая крайних партий. Вслед за ним скончался и папа Пий IX. Место Виктора Эммануила занял его сын Умберто I; на место Пия IX был избран Лев XIII, решительно отказавшийся от прямолинейной политики своего предшественника и сумевший поднять упавший престиж католической церкви и Святого Престола. Он разрешил итальянским католикам принимать участие в парламентских выборах, и таким образом косвенно признал Итальянское королевство, но всё-таки продолжал разыгрывать роль ватиканского узника и мечтать о восстановлении светского владычества пап.
В 1879 году Кайроли вступил в союз с Депретисом и образовал коалиционное правительство. В области внешней политики более радикальный Кайроли, уступая требованиям общественного мнения, отклонился от политики Депретиса и правых на сближение с Германией. Способствовало смене внешнеполитического курса и то, что 30 января 1879 года президентом Франции был избран убеждённый республиканец Жюль Греви, что улучшило отношение к этой стране среди либералов и левых. Но симпатии итальянской элиты были на стороне Германии, тем более, что Италия в борьбе за иностранные рынки и колонии в Африке столкнулась с Францией, как с соперницей. Занятие Туниса французами в 1881 году привело к падению коалиционного кабинета Кайроли и замене его более германофильским кабинетом Депретиса, при котором была приобретена колония Асэб на Красном море (ныне Эритрея).
В мае 1881 года сформировалось уже третье по счёту правительство Агостино Депретиса. Оно многократно выходило в отставку по разным поводам, но каждый раз король поручал сформировать новый кабинет тому же Депретису, который оставался во власти до самой своей смерти в 1887 году. Все бесчисленные правительственные кризисы имели результатом только личные изменения в составе кабинета, почти не влияя на его политику. В целом, направление политики Депретиса было умеренно-либеральное — настолько умеренное, что правые, руководимые Мингетти, постоянно поддерживала её, а левые, вожди которых (Криспи, Кайроли, Никотера, Джузеппе Дзанарделли, Баккарини) составляли «пентархию», обычно являлись оппозицией. Левые упрекали Депретиса в излишней уступчивости по отношению к клерикалам и в излишней суровости к радикалам. В то же время, несмотря на критику правительства левые неоднократно входили в правительство Депретиса. Более последовательную оппозицию составляли лишь ирредентисты и слабые в итальянском парламенте социалисты. Главное дело правительства Депретиса—Никотеры было проведение закона о первоначальном обучении, который сделал обучение обязательным для детей в возрасте от 6—9 лет в общинах, где число жителей, достигло определённой нормы (1 на 1000—1500 жителей). Уроки закона Божия ещё ранее были сделаны необязательными (1877).

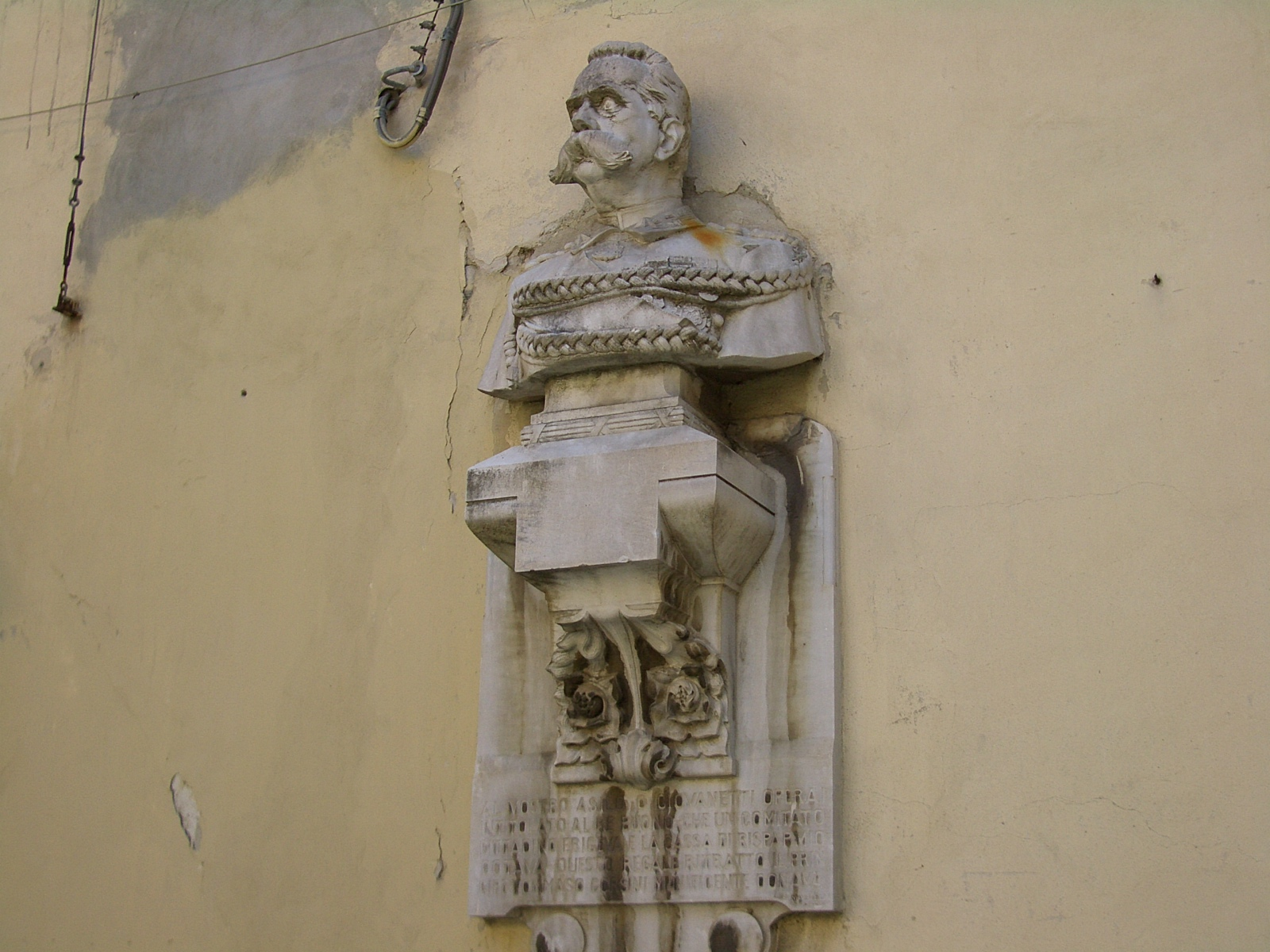
Страна помнит своих героев. Томмазо Корсини (1835—1919), отпрыск флорентийской аристократической семьи, видный политик и успешный предприниматель, увековечен в этом бюсте, воздвигнутом комитетом горожан Флоренции (Ныне находится во дворе пансионата им. Пия X)

В 1882 году Депретис под давление радикальных левых и «Крайне левой» провёл важную избирательную реформу. Были снижены возрастной (с 25 лет до 21 года) и имущественный (с 40 до 19,8 лир) ценз для избирателей, право голоса получили арендаторы земельных участков, вносившие не менее 500 лир арендной платы, а также те, кто платил не менее 150 лир за наём жилого помещения, мастерской или лавки. Основным стал образовательный ценз, признавший право голоса за имевшими как минимум законченное начальное образование.
при этом мужчины имевшие как минимум трёхлетнее начальное образование были освобождены от имущественного ценза. В результате количество избирателей увеличилось более чем в три раза, от 621 896 до 2 017 829 человек. Одномандатные избирательные округа сменили многомандатные, в которых избирались от двух до пяти депутатов. Избиратели имели столько голосов сколько избиралось депутатов, за исключением пятимандатных округов, в которых количество голосов было ограничено четырьмя. Впрочем уже в 1891 году вернулись к одномандатным округам. Избирательная реформа не изменила существенно состав палаты, так на выборах широко практиковались административное давление и подкуп избирателей, в первую очередь на юге страны.
20 мая 1882 года Германия, Австро-Венгрия и Италия подписали секретный договор о Тройственном союзе. Таким образом правительство Депретиса окончательно присоединило Италию к созданному Бисмарком союзу Германии и Австро-Венгрии, направленный против Франции и России. Чтобы привести в порядок финансы, правительству в 1883 году пришлось прибегнуть к займу в 644 млн. Заём дал возможность отказаться от принудительного курса ассигнаций и банковых билетов. Несмотря на удачу займа, недоверие к финансам Италии не уменьшилось. В то же время, заключение союза с Германией и Австро-Венгрией неизбежно влекло за собой увеличение военных расходов, тем самым делая бессмысленными все меры к восстановлению равновесия бюджета. Особенно политика Депретиса раздражала итальянских радикалов (итал. Italia irredenta). Главная сила радикального лагеря — «Демократическая лига», главой которой, до своей смерти в 1882 году был Гарибальди — энергично вела пропаганду против правительства. Эта пропаганда, грозя испортить дружеские отношения Италии с Австрией, заставляла правительство прибегать к строгим полицейским мерам — произвольному закрытию ирредентистских обществ и арестам.

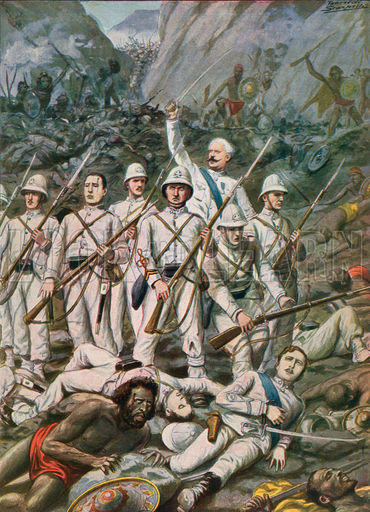
Битва при Догали

В 1885 году Италия попробовала расширить свои колонии. Претендуя на всё побережье Красного моря от Массауа (ныне Эритрея) до Баб-эль-Мандебского пролива, она осадила гавань Массауа (к северо-западу от Асэба). Началась война с Абиссинией, тоже претендовавшой на эту местность. Война оказалась гораздо тяжелее, чем этого ожидали в Италии, несмотря на то, что Абиссинии пришлось воевать на два фронта, одновременно ведя боевые действия против суданских махдистов. Результатом стал очередной правительственный кризис, после которого министра иностранных дел Паскуале Манчини сменил на несколько месяцев Депретис, а затем ведомство возглавил граф ди Робилант, что впрочем не привело к смене политики. Война продолжилась. Хотя итальянцы успели овладеть большей частью деревень и крепостей на побережье, но их войска сильно страдали от зноя, недостатка воды и болезней, а временами и от поражений, наносимых им абиссинским полководцем рас Аллулой. После смерти Депретиса в 1887 году, кабинет возглавил Криспи, который продолжил политику предшественника, потребовав новый кредит на продолжение колонизации Африки. 9 марта 1889 года эфиопский император Йоханныс IV попал в плен к махдистам и был казнён. Смерть правителя привела к борьбе за трон. Возникший из-за этого хаос позволил Италии наконец-то завершить войну, сохранив за собой Массауа. Впоследствии военные действия с разными африканскими народами не раз возобновлялись.
Министр-президент Криспи, несмотря на свою левую репутацию, фактически продолжал политику Депретиса, находя поддержку у правых, а оппозицию ему составляли ирредентисты во главе с Имбриани. Вся отличие кабинета Криспи от предыдущего заключалась в том, что он действовал с большей энергией и определённостью. Неслучайно следующие 4 года (1887—1891) отмечаются в истории Италии как «эпоха Криспи», подобно тому, как в истории Германии есть «эпоха Бисмарка». Забыв о своих недавних нападках на Тройственный союз, в 1887 году Криспи неожиданно, для закрепления союза, совершил поездку в Фридрихсруэ к Бисмарку. В 1890 году сам Криспи писал об этой поездке: «Только с этого момента отношения между тремя союзными державами стали вполне сердечными». Сближение Италии и Германии привело к обмену визитами монархов. В 1888 году император Вильгельм II встретился с Умберто I в его столице; в следующем году уже итальянский король, сопровождаемый Криспи, посетил Германию.
Вместе с тем, сближение Италии и Германии привело к таможенной войне с Францией (1888—1890), результатом которой стали земледельческий и торговый кризисы; более всего пострадало виноделие. Безработица и нищета (в Сицилии в 1889 году были даже случаи голодной смерти) привели к антиправительственным демонстрациям. Под их влиянием кабинет Криспи вышел в отставку, но вскоре вернулся к власти лишь слегка преобразованный. Запреты сходок и собраний, аресты и тому подобные мероприятия не могли переломить ситуацию. Летом 1889 года в Ломбардии состоялся крестьянский бунт, подавленный войсками. В следующем году он повторился. В 1890 году правительство, пытаясь улучшить финансовое состояние, добилось передачи государству благотворительных учреждений (итал. opere pie), находившихся под исключительным ведением церкви. Это предоставило в распоряжение властей капитал в 3 млрд лир, приносящий 150 млн дохода в год, из которых церковь 100 млн употребляла на управление учреждениями, а остальные 50 млн тратились на благотворительность, под которой нередко понималось украшение церквей и т. п.
1 января 1889 года в силу вступил новый уголовный кодекс, над которым итальянские юристы и правительство работали два десятилетия. Он заменил действовавшие до тех пор в разных провинциях устарелые и часто варварские кодексы Неаполя, Тосканы, Сардинии, и стал, таким образом, последним актом объединения Италии. Превосходный в редакционном отношении, этот кодекс являлся передовым для Европы: в нём нет смертной казни. Помимо этого, он стал актом борьбы с церковью: в нём были предусмотрены суровые наказания за преступления духовных лиц и мирян, направленные в пользу католической церкви против государства. В то же время была отменена десятина, обязательная уплата в пользу церкви десятой части доходов прихожан. Также кабинет Криспи издал новый закон об общинном и провинциальном управлении, значительно расширивший местное самоуправление. Несмотря на экономические проблемы и вызванные ими антиправительственные выступления, итоги выборов 1890 года были весьма благоприятны для министерства Криспи: из 508 мест в Палате депутатов не менее 392 заняли его сторонники, среди которых были и часть правых, так называемый «правый центр», руководимый маркизом де Рудини. Остальные депутаты принадлежали или к «непримиримой правой», руководимой старым кавурианцем Руджиеро Бонги, или к левым, среди которых были сторонникам Никотеры, отделившегося от Криспи, и ирредентисты.
Хотя Криспи удалось получить большинство в парламенте, но проект бюджета, внесённый его правительством, был так неудовлетворителен, а новые налоги, предусмотренные в нём, так тяжелы, что прения о нём окончились выражением недоверия к кабинету. 31 января 1891 года Криспи вышел в отставку. Новое правительство сформировал лидер умеренных правых маркиз де Рудини. Большинство в нём составили члены правого центра, но были и непримиримые правые, и радикалы (так, Никотера занял пост министра внутренних дел); поэтому новый кабинет оказался недолговечным. Рудини обещал реформу эмиссионных банков, сокращение расходов на колониальную политику и вообще меры экономии в бюджете. Исполнить этого он не успел, и его годичное управление, как и управление его предшественника, было ознаменовано ростом левых настроений, как социалистических, так и анархистских. 6 января 1891 года в Копалайо (на Луганском озере) состоялся конгресс анархистов, за которым последовал длинный ряд взрывов и убийств. Политическое убийство, как приём борьбы, всегда было очень популярно в Италии и к нему прибегали самые различные партии. Однако после объединения оно сделалось реже. В 1878 году некто Пассананте покушался на жизнь короля Умберто и ранил при этом Кайроли, а в следующем году состоялось покушение на Криспи. В начале 1890-х годов анархисты вновь возвели убийство в систему. В связи с этим длинной вереницей тянулись процессы анархистов. Так, в Бари (1891) по делу тайного общества «Mala vita» на скамье подсудимых оказалось 180 человек.
В мае 1892 года был сформирован левый кабинет Джованни Джолитти. В области внешней политики ему удалось добиться некоторого успеха: осенью того же года английская эскадра посетила итальянские воды, ответив этой демонстрацией на франко-русские торжества. В то же время Джолитти не удалось исправить финансовое положение Италии сокращением государственных расходов, в том числе и за счёт сокращения военного бюджета. Меры экономии, предпринятые правительством, вызвали недовольство. Во время предвыборной кампании 1892 года, вожди оппозиции, как левой, так и правой, Криспи, Дзанарделли, Рудини, говорили об ослаблении армии, как о безумии и преступлении, совершаемом правительством ввиду гигантских армий иностранных государств. Всё же Джолитти удалось победить на выборах, проведя в парламент 370 своих сторонников. В период правления Джолитти экономические проблемы привели к сильному бунту на Сицилии и к ряду более слабых бунтов на севере Италии. Сицилийский бунт застал правительство врасплох, несмотря на то, что радикальная партия давно уже указывала на тяжёлое положение мелких арендаторов в Сицилии, составляющих там значительный процент земледельческого населения, и на крайнее недовольство в их среде. Неудивительно, что вскоре кабинет Джолитти пал. Непосредственным поводом падения стали скандальные аферы эмиссионных банков. В шести итальянских банках, имевших монополию выпускать кредитные билеты, гарантированные правительством, и подчинённых строжайшему правительственному контролю, были открыты многомиллионные хищения. Директора и служащие банков, часть депутатов, некоторые министры и редакторы газет, оказались связанными с хищениями; одни брали деньги за молчание, другие — за активную поддержку банковских монополий. Подозрение пало и на самого Джолитти. Хотя он и не был повинен в коррупции, но зная об этих неприглядных фактах и долго противясь их обнародованию, Джолитти был вынужден в ноябре 1893 года уйти в отставку.
Новый кабинет король поручил составить Криспи, несмотря на то, что тот сам пользовался в этих банках широким личным кредитом. Из участников банковского скандала под суд были отданы только директор Римского банка Танлонио и несколько близких нему лиц. Несмотря на несомненность вины, присяжные в июле 1894 года, считая, по-видимому, невозможным наказывать второстепенных виновников, пока главные остаются на свободе. На суде выяснилось, что во время предварительного следствия были похищены некоторые важные документы, и в августе правительству пришлось назначить особую комиссию для расследования этого вопроса. В это время анархисты продолжали террор, совершив несколько взрывов, покушение на Криспи и убийство журналиста Бонди. Правительство ответило на их действия усилением наказания за преступления печати и введением ссылки без суда для анархистов в июле 1894 года.

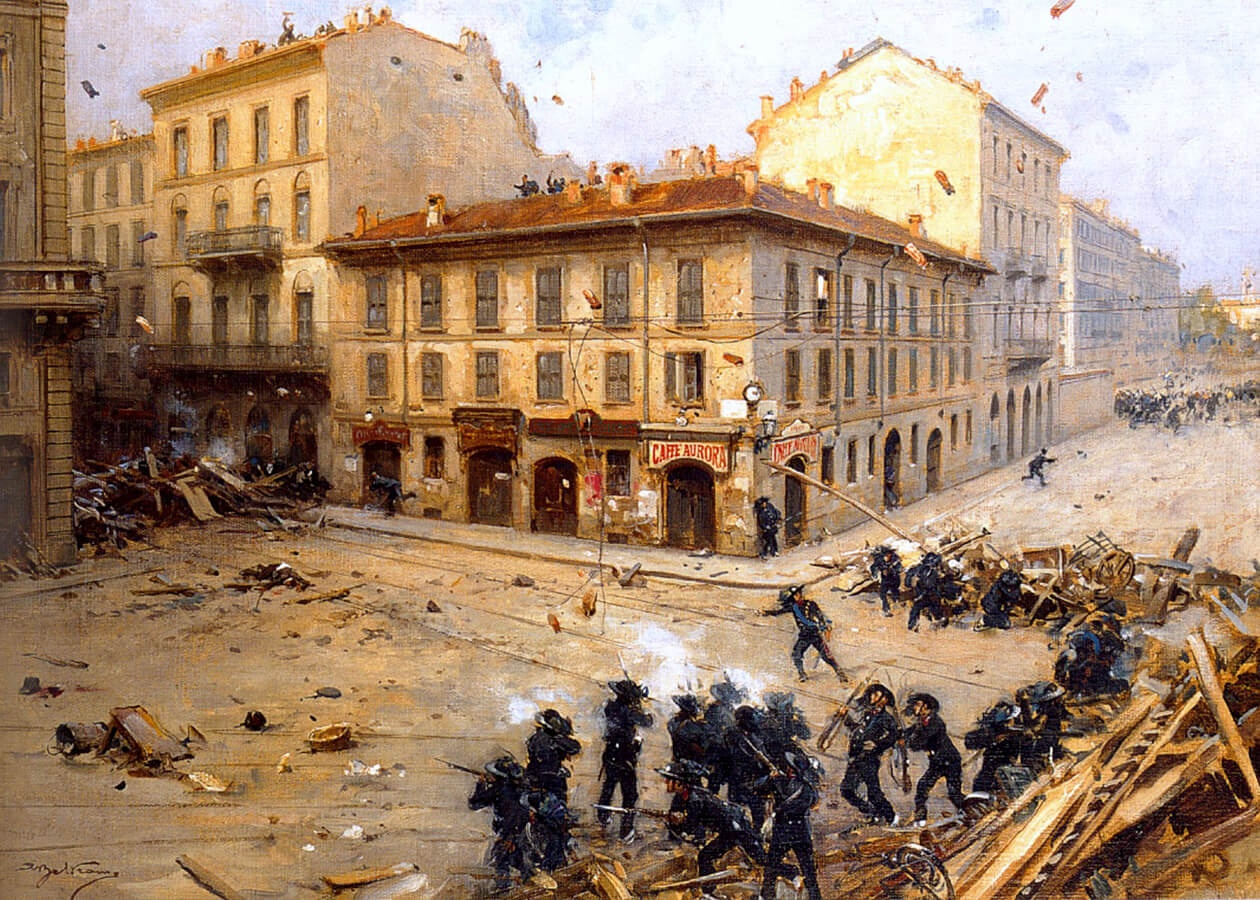
Восстание в Милане в мае 1898 года

Падение Криспи, на этот раз окончательное, было вызвано, однако, не внутренней его политикой и не разоблачениями по банковскому делу, сильно компрометировавшими его (точнее говоря — его жену), а событиями в Эритрее (Первая итало-эфиопская война).  1 марта 1896 года произошло сражение при Адуа, в котором итальянские войска были разбиты наголову. Известие об этом вызвало страшное возбуждение в Италии, и Криспи подал в отставку. В июле начались переговоры о мире с Абиссинией, который и был заключен в Аддис-Абебе 26 октября 1896 года. Италия отказалась от каких бы то ни было притязаний на протекторат над Абиссинией, возвратила ей всю провинцию Тигре и удовольствовалась узкой береговой полосой. 

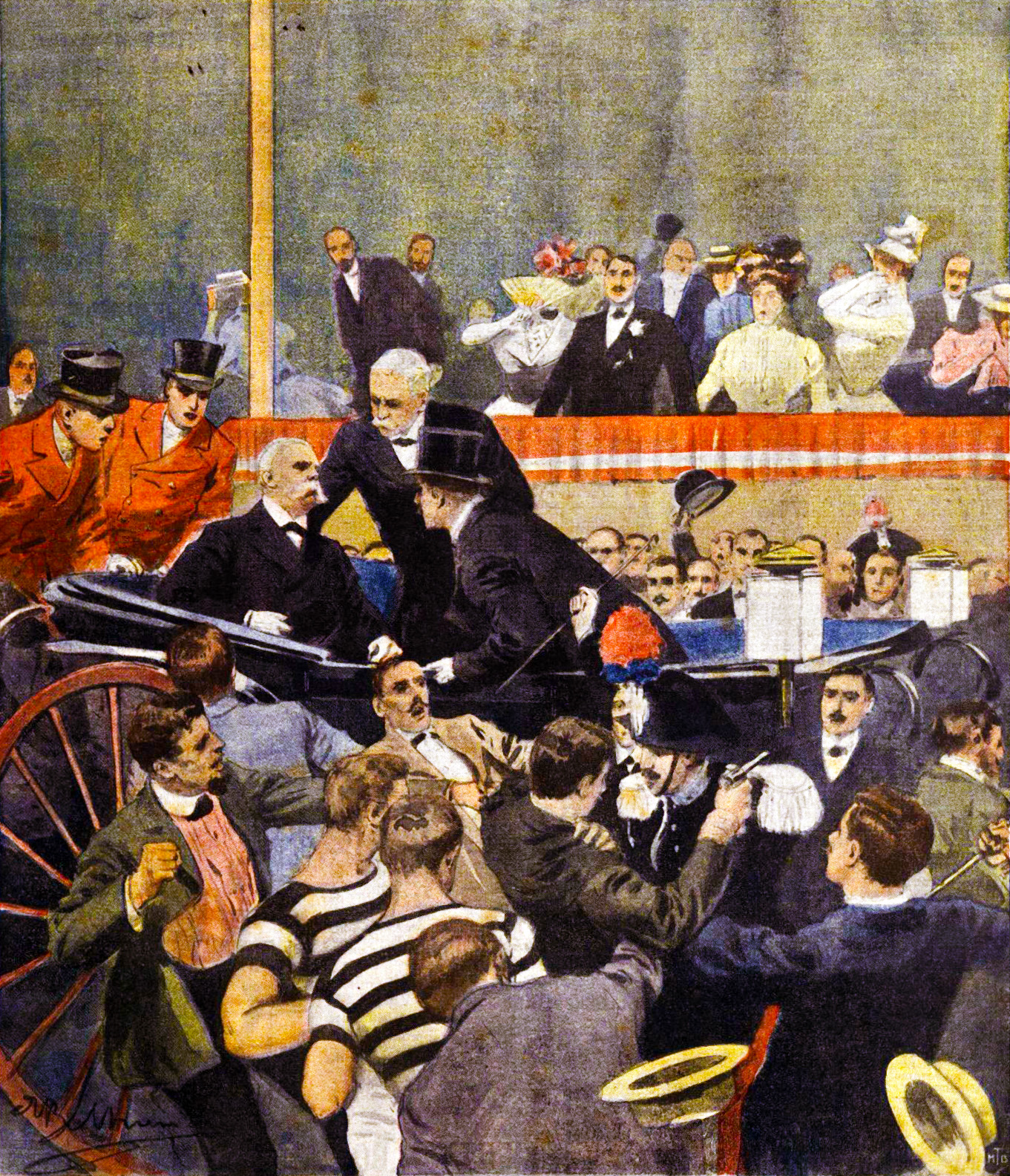
Убийство Умберто I

В начале 1898 года на Сицилии вновь начались волнения, вызванные вздорожанием хлеба, и перекинулись потом на материк. Правительство отправило в охваченные волнениями места значительные военные силы и увеличило там повсеместно состав полиции. Настоящие бунты, подавленные военной силой, имели место 2 мая 1898 года в Равенне, 5 мая в Пизе, 6 мая в Ливорно, 7—10 мая в Милане. Последнее восстание было самое серьезное; оно сопровождалось постройкой баррикад на улицах Милана и вызвало настоящее сражение. Итальянская социалистическая партия пыталась овладеть движением, чтобы придать ему более планомерный и целесообразный характер, но это ей плохо удавалось.
29 июля 1900 года король Умберто I был застрелен анархистом Гаэтано Бреши, и на трон вступил его сын Виктор Эммануил III.

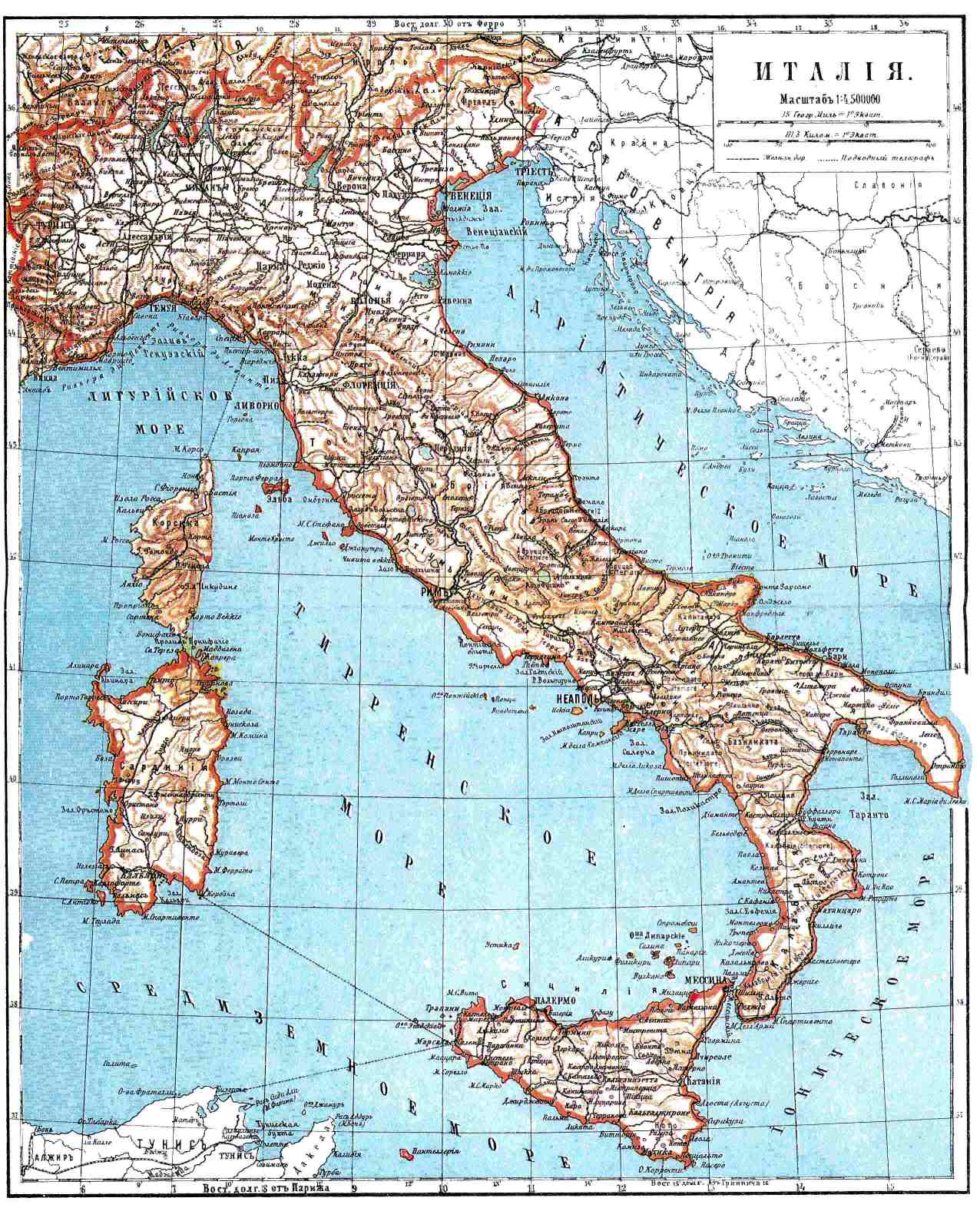
Карта Италии начала XX века

### XX век

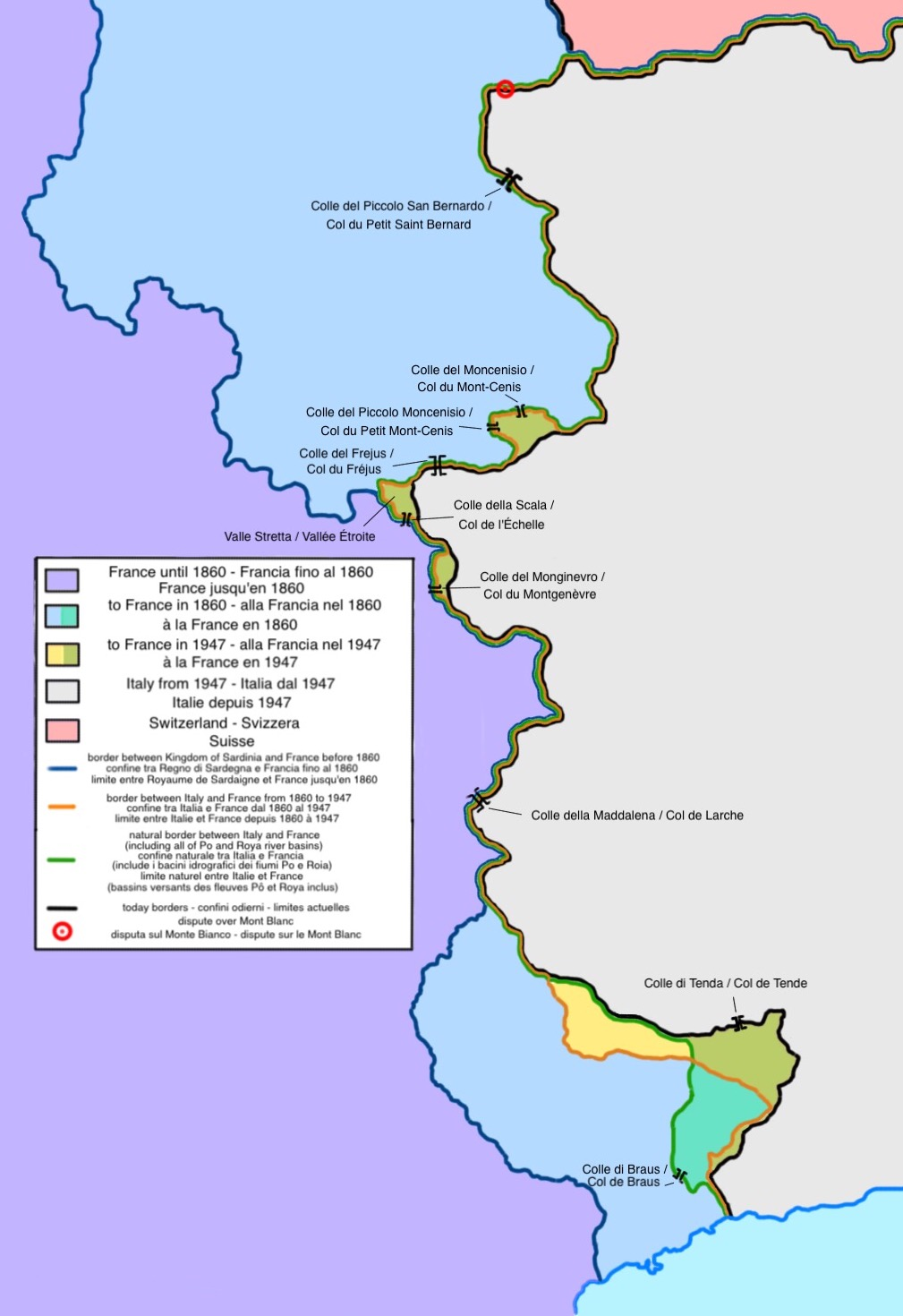
Французская колонизация Италии с 1860 года

В начале XX века Италия, формально находившаяся в так называемом Тройственном союзе с Австро-Венгрией и Германией, всё больше сближалась с державами Антанты. Ирредентизм притязал на территории как Франции, так и Австро-Венгрии. Какое-то время после начала Первой мировой войны Италия сохраняла нейтралитет, но в мае 1915 года, во многом под давлением националистов, желавших возвращения Триеста и Трентино, объявила войну Австро-Венгрии, тем самым вступив в войну на стороне Антанты. Итальянское командование рассчитывало быстро разгромить «слабую», на их взгляд, Австро-Венгрию, однако неготовность итальянской армии к войне сорвало эти планы. После провала в 1915 году итальянского наступления, в следующем 1916 году австро-венгерская армия победила в битве при Трентино, и продвижение противника удалось остановить только благодаря помощи союзников. В 1917 году итальянская армия провела ряд успешных летних операций, однако осенью потерпела сокрушительное поражение при Капоретто и отступила на 70-110 км вглубь Италии. Только осенью 1918 года Италия смогла перейти в наступление, разгромив ослабленную австрийскую армию. 3 ноября 1918 года боевые действия на Итальянском фронте завершились. Победа в войне принесла Италии территориальные присоединения (Истрия с Триестом и Южный Тироль), в результате чего страна получила соответственно славянские и германоязычное национальные меньшинства.
Тем не менее, Италия была не удовлетворена результатами войны. Ситуация усугубилась нарастанием социальных противоречий в результате ухудшения экономической ситуации из-за Первой мировой войны, а также влиянием происходившей в России революции. В 1919—1920 годах в стране наблюдался подъём рабочего движения, сопровождавшийся массовый захват рабочими фабрик и заводов и созданием рабочих советов. Рабочие выступления были подавлены из-за отсутствия единства в рядах левых.

#### Участие Италии в Первой мировой войне
Итальянский театр военных действий простирался на всём протяжении австро-итальянской границы, от Трентино до Адриатического моря. Несмотря на то, что Италия являлась членом Тройственного союза, с начала войны она сохраняла нейтралитет, а в 1915 году после долгих колебаний вступила в мировую войну на стороне Антанты. Главным фактором вступления Италии в войну на стороне Антанты стало желание провести значительные территориальные изменения за счёт Австро-Венгрии.
После вступления в войну итальянское командование планировало провести мощное наступление вглубь территории Австрии и захватить ряд важнейших городов, однако вскоре боевые действия на Итальянском театре военных действий приобрели характер позиционных, аналогичные боевым действиям на Западном фронте.
В 1915 году наступательная инициатива была на стороне Италии, однако итальянское командование не смогло провести удачное наступление. В 1916 году австро-венгерская армия нанесла поражение итальянской армии в битве при Трентино, однако итальянская армия благодаря помощи союзников сумела остановить продвижение противника. В 1917 году итальянская армия провела успешные летние операции, однако осенью потерпела сокрушительное поражение при Капоретто и отступила на 70-110 км вглубь Италии. Весь 1918 год Италия восстанавливалась после разгрома при Капоретто и осенью 1918 года смогла перейти в наступление, разгромив полуразложившуюся австрийскую армию. 3 ноября 1918 года боевые действия на Итальянском фронте завершились.

### Фашистская Италия

#### Приход фашистов к власти
В 1921 году под руководством Бенито Муссолини была создана Национальная фашистская партия. В этом же году 38 депутатов от этой партии были избраны в парламент.
После марша на Рим в 1922 году государством правила Национальная фашистская партия во главе с занявшим пост председателя правительства Бенито Муссолини, и этот период известен как фашистская Италия.
4671 человек был осуждён по политическим обвинениям специальными трибуналами (из них 4030 — члены Коммунистической партии Италии).

#### Итальянский фашизм и Вторая мировая война
Нарастание леворадикальных настроений вызвало усиление позиций правых, в которых значительная часть итальянцев видела защиту от социалистической революции. В 1921 году бывший социалист Бенито Муссолини создаёт национальную фашистскую партию, которая уже на выборах 1921 года в союзе с националистами занимает третье место. Уже в 1922 году после похода на Рим чернорубашечников фашисты приходят к власти, установив в течение следующих четырёх лет диктатуру во главе с Муссолини (премьер-министр 1922—1943). В 1929 году согласно Латеранскому договору Италия гарантировала суверенитет Ватикана. В 1930-х годах Италия начала проводить агрессивную политику, захватила Эфиопию (1935—1936), Албанию (1939).

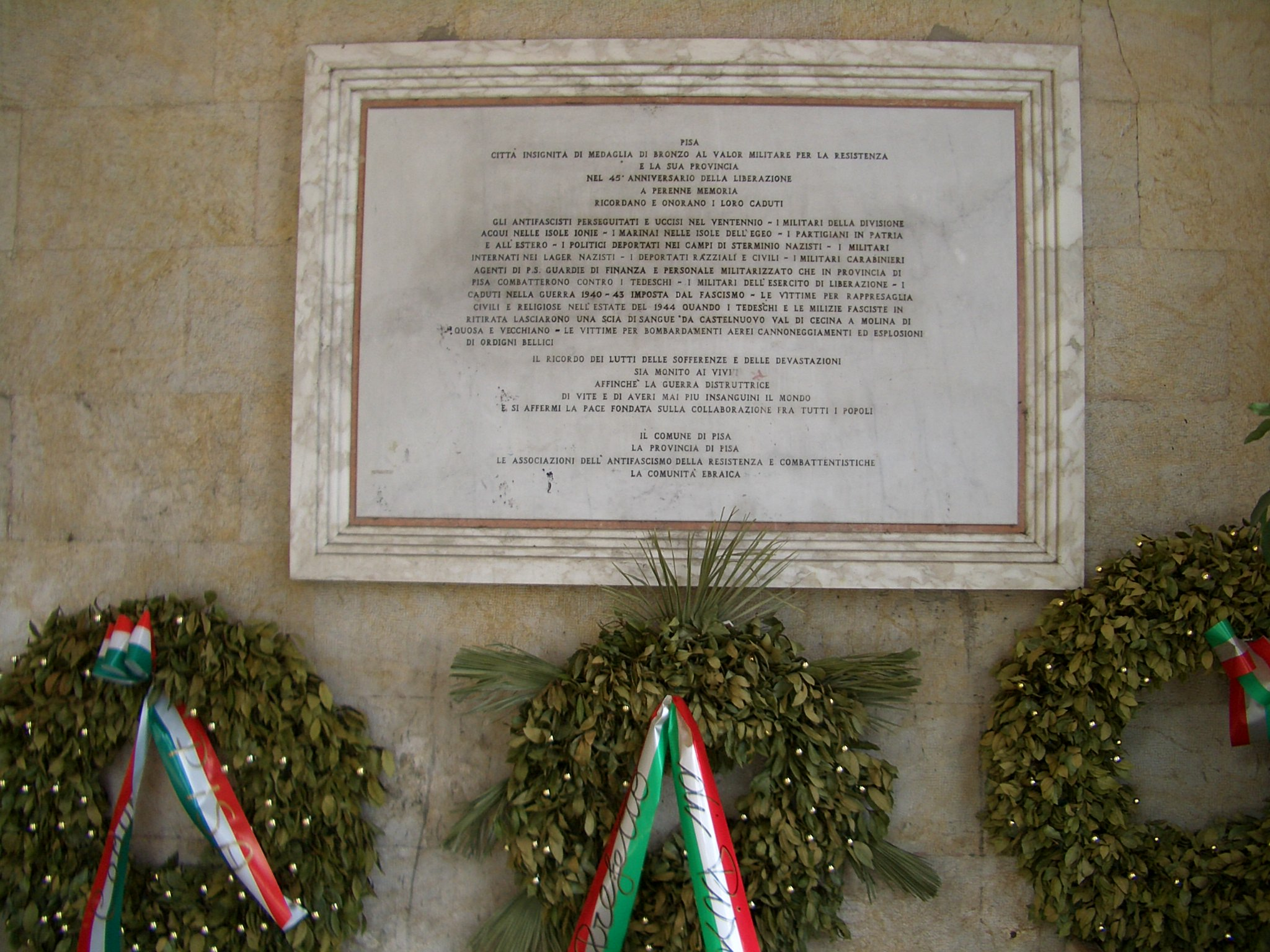
Непростую историю Италии в XX веке иллюстрирует список категорий героев и жертв периода фашизма и Второй мировой войны. (Мемориальная доске в городе Пизе, удостоенном Бронзовой медали «За воинскую доблесть»)

Заключив военный союз с III Рейхом и Японской империей, Италия в 1940 году вступила во Вторую мировую войну. Вопреки надеждам Муссолини война закончилась тяжёлым поражением Италии. Лишившись в ходе Североафриканской кампании своих колоний в Африке, потерпев неудачу на Восточном фронте, где итальянские экспедиционные войска были разгромлены, Италия капитулировала после начала Итальянской кампании союзников в 1943 году. Однако германские войска оккупировали большую часть страны, где было создано марионеточное государство во главе с Муссолини.
В 1945 году действиями движения Сопротивления (кульминационный момент — Апрельское восстание 1945), партизан в горах и англо-американских войск Италия была освобождена и в 1946 году после референдума стала республикой. Согласно Парижскому мирному договору (10 февраля 1947 года), архипелаг Додеканес получила Греция, Истрия отошла от Италии к Югославии, а Триест с прилегающей территорией стал международным городом (Свободная территория Триест). (Впоследствии, в 1954 году, Свободная территория Триест была разделена между Италией и Югославией, в результате чего город достался Италии, а восточная часть территории — Югославии.)

#### Участие Италии во Второй мировой войне
Королевство Италия вступило во Вторую мировую войну на стороне стран Оси 10 июня 1940 года, объявив войну Великобритании и Франции. 28 октября 1940 года Италия объявила войну Греции, 6 апреля 1941 года — Югославии. 22 июня 1941 года Италия вместе со странами Оси напала на СССР. 11 декабря 1941 года Италия вместе с Германией объявила войну США. Также, Италия рассматривалась как потенциальный член Латинской Оси, не созданного военного союза между странами-союзниками Германии.
Итальянские войска принимали участие в боях на юге Франции, в Северной Африке, в Греции и Югославии, а также на восточном фронте против СССР. За период с 1940 по 1943 годы под итальянской оккупацией находились части территорий Франции, Югославии, Греции, а также захваченная в 1939 году Албания.
К 1943 году, в результате военных неудач и кризиса в тылу, Италия потеряла все свои колонии в Африке, а также собственно итальянскую территорию Сицилию. 25 июля 1943 года дуче фашизма Бенито Муссолини был арестован.

### Постфашистское Королевство Италия
3 сентября 1943 года новое итальянское правительство заключило перемирие с США и Великобританией. 8 сентября 1943 года оно вступило в силу.
В сентябре 1943 года Германия оккупировала Северную и Центральную Италию. 12 сентября 1943 года Муссолини был освобождён немецкими войсками. 23 сентября 1943 года на оккупированных Германией итальянских территориях была провозглашена Итальянская социальная республика, которая продолжала войну вплоть до своего краха в 1945 году.
Королевское правительство Италии 13 октября 1943 года объявило войну Германии и странам Оси. Итальянская армия воевала против немецких войск в 1943—1945 годах на стороне антигитлеровской коалиции на территории Италии и на Балканах — в Югославии, Албании и Греции плечом к плечу с советскими, американскими, британскими, югославскими и болгарскими войсками. На оккупированных немцами территориях Италии развернулось партизанское движение Сопротивления. Усилиями партизан и англо-американских войск Италия была освобождена от немецкой оккупации. 28 апреля 1945 года Муссолини подвесили вверх ногами. 29 апреля 1945 года немецкие войска в Италии капитулировали.

#### Отмена монархии

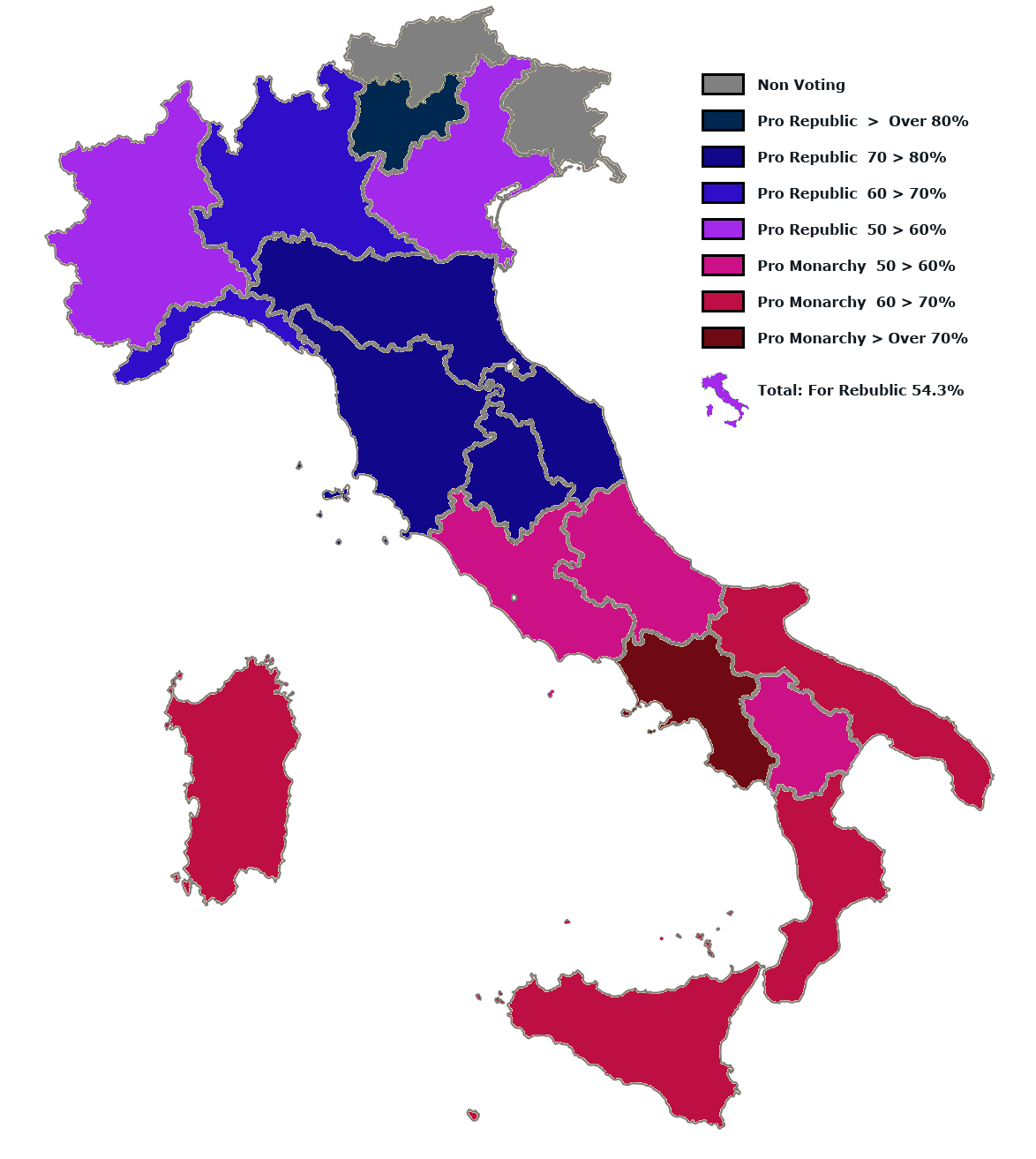
Районы, которые голосовали за республику или монархию

2 июня 1946 года состоялся Итальянский конституционный референдум. На референдуме граждане Италии должны были высказаться о том, какую форму правления они предпочитают: монархию или республику. В референдуме приняло участие 24 946 873 (89,08 %) зарегистрированных избирателей. Среди проголосовавших 12 718 641 (54,27 %), то есть большинство избирателей, высказались за республику, а 10 718 502 (45,73 %) — за монархию. 1 509 735 бюллетеней были признаны недействительными.
Одновременно с референдумом проходили выборы в Учредительное собрание Италии.

## Территория
Королевство Италия было провозглашено на всей территории современной Италии. Объединение Италии происходило до 1870 года. Государство в течение длительного времени не включало в свой состав Триест и Трентино-Альто-Адидже, данные территории были присоединены только в 1919 году.

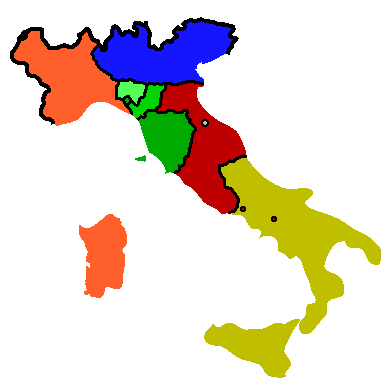
Итальянские государства в 1859 году: Королевство Сардиния — оранжевый, Королевство обеих Сицилий — жёлтый, Папская область — красный, Королевство Ломбардия и Венеция — синий, Великое герцогство Тосканы и герцогства Пармы и Модены — зелёный
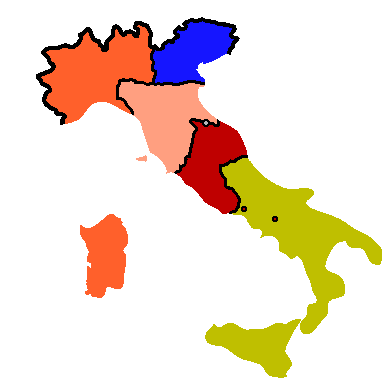
Королевство Сардиния (оранжевый) в 1860 году после аннексии Ломбардии, Великого герцогства Тосканы и Эмилии-Романьи, а также части Папской области
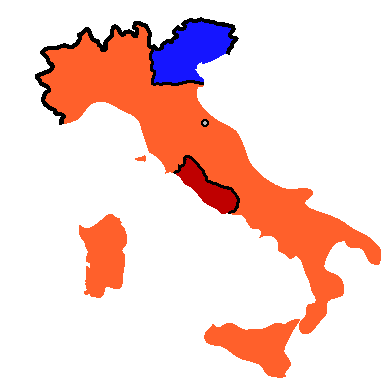
Объединённая Италия в 1861 году. Венеция под контролем Австрийской империи, Папская область независима.
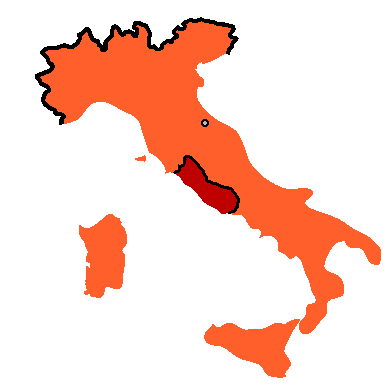
Италия после австро-прусской войны 1866 года.
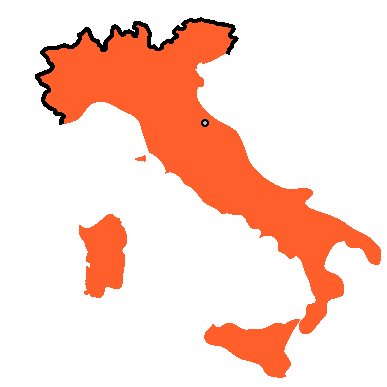
Королевство Италия в 1870 году после присоединения Рима.
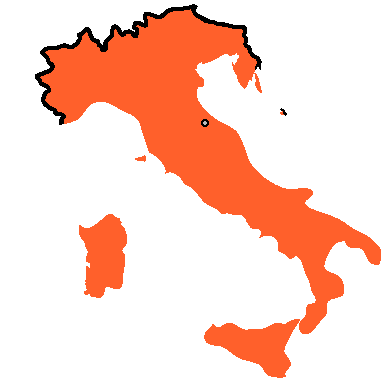
Королевство Италия после Первой мировой войны (1919)

### Колониальная империя

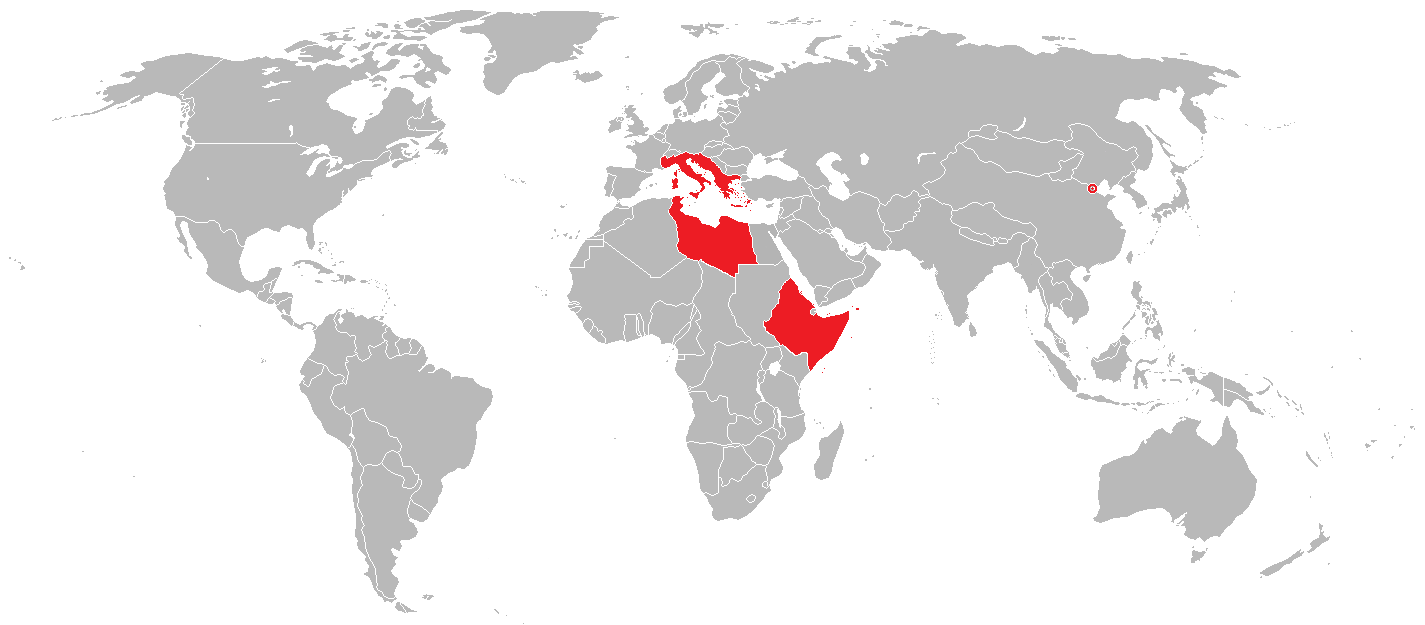
Италия, её колонии и оккупированные ею территории в 1940 году

Королевство Италия владело несколькими колониями в Африке: Эритреей, Сомали, Ливией, Эфиопией. С 1936 года восточноафриканские колонии объединены в колонию Итальянская Восточная Африка. В апреле 1939 г. Италия захватила Албанию, затем в ходе Второй мировой войны также временно захватила части территорий Югославии, Греции, Египта и Британское Сомали.

### Экономика
С точки зрения всего периода, Джованни Федерико утверждал, что Италия не была экономически отсталой, поскольку в разное время между 1860 и 1940 годами было значительное развитие. В отличие от большинства современных стран, опирающихся на крупные корпорации, промышленный рост в Италии является результатом предпринимательской деятельности небольших семейных фирм, добившихся успеха в условиях местной конкуренции.
Политическое объединение не ведёт к систематической экономической интеграции, поскольку Италия сталкивается с серьёзными экономическими проблемами и экономическим расколом по политическим, социальным и региональным признакам. В либеральный период Италия оставалась экономически сильно зависимой от внешней торговли и международных цен на уголь и зерно.

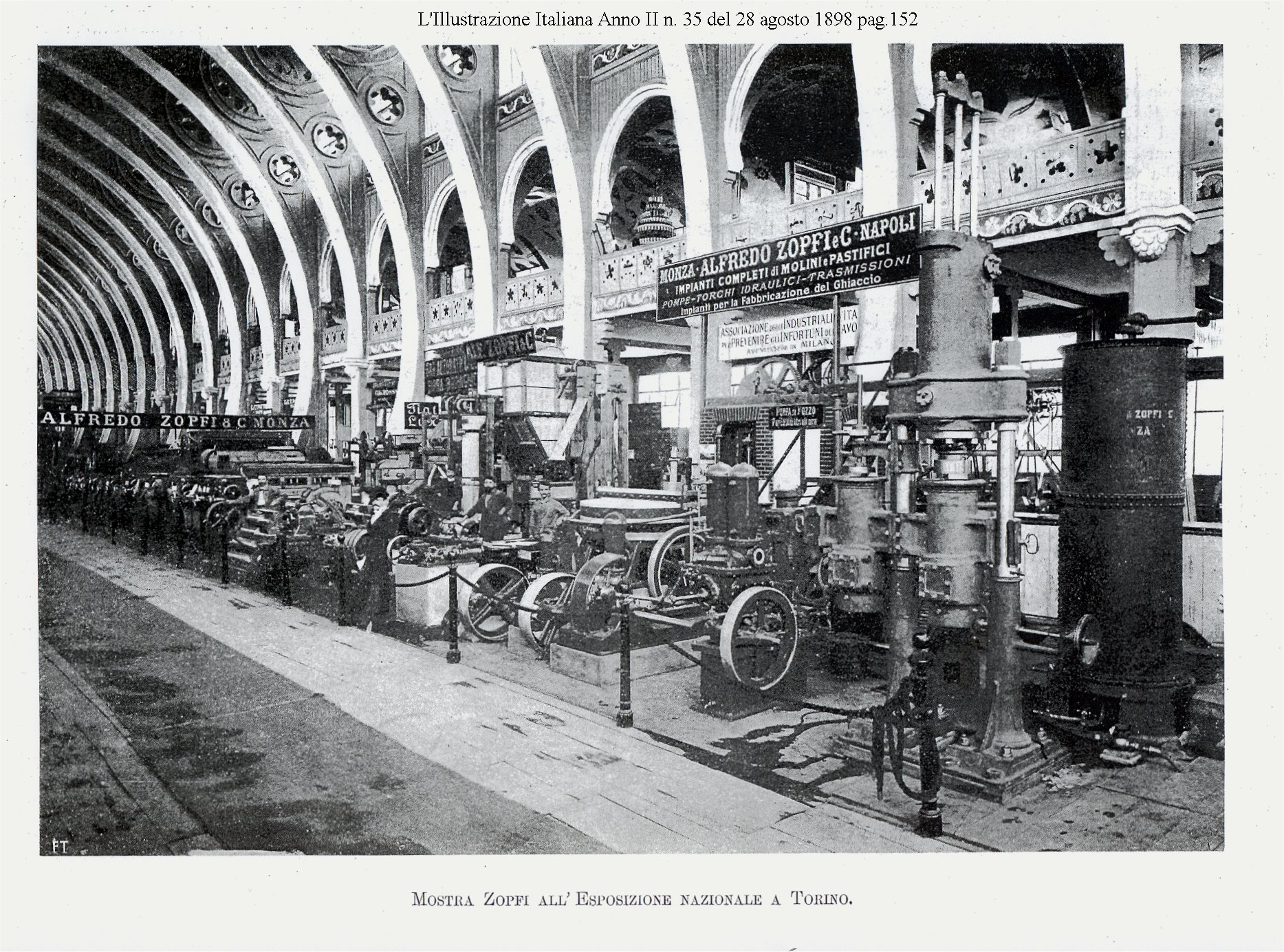
Заводская экспозиция машин в Турине, установленная в 1898 году, в период ранней индустриализации, Национальная выставка в Турине, 1898 год

После объединения Италия имела преимущественно аграрное общество, так как 60 % активного населения работало в сельском хозяйстве. Развитие технологий, продажа огромных церковных поместий, иностранная конкуренция наряду с экспортными возможностями быстро преобразовали сельскохозяйственный сектор Италии вскоре после объединения. Однако эти изменения не принесли пользы всей Италии в этот период, так как сельское хозяйство Южной Италии страдало от жаркого лета и засушливости повреждённых культур, в то время как наличие малярии предотвратило возделывание низинных районов вдоль побережья Адриатического моря Италии.
Подавляющее внимание, уделяемое внешней политике, привело к отчуждению сельскохозяйственного сообщества Италии, которое находилось в упадке с 1873 года. Как радикальные, так и консервативные силы в итальянском парламенте потребовали от правительства изучения путей улучшения сельского хозяйства в Италии. Расследование, начатое в 1877 году и выпущенное спустя восемь лет, показало, что сельское хозяйство не улучшается, что землевладельцы получают доход от своих земель и почти ничего не вносят в развитие земель. Низший класс итальянцев пострадал от распада коммунальных земель в пользу помещиков. Большинство рабочих на сельскохозяйственных землях были не крестьянами, а краткосрочными рабочими («браччианти»), которые в лучшем случае работали в течение одного года. Крестьяне без стабильного дохода, были вынуждены жить за счёт скудных запасов продовольствия, что эта болезнь быстро распространяется и язвы, в том числе крупной эпидемии холеры, погибли не менее 55 000 человек.
Итальянское правительство не смогло эффективно справиться с ситуацией из-за перерасхода средств, который оставил Италию в большом долгу. Италия также пострадала экономически в результате перепроизводства винограда. В 1870-х и 1880-х годах французская виноградарская промышленность страдала от болезней винограда, вызванных насекомыми. Италия процветала как крупнейший экспортёр вина в Европе, но после восстановления Франции в 1888 году Южная Италия стала перепроизводить и пришлось сократить, что вызвало большую безработицу и банкротства.
Итальянское правительство инвестировало значительные средства в развитие железных дорог в 1870-х годах, более чем удвоив существующую протяжённость железнодорожной линии между 1870 и 1890 годами.
По мнению известного итальянского исследователя Альфредо Кенуччи: «К 1938 году население страны неминуемо бы возросло до 68-70 миллионов, а с учётом Эфиопской и Ливийской колоний данная планка может быть повышена и до 75 миллионов».

## Главы государства
| № | Имя (годы жизни)                | Изображение | Годы правления | Годы правления | Примечания |
| № | Имя (годы жизни)                | Изображение | Начало         | Конец          | Примечания |
| - | ------------------------------- | ----------- | -------------- | -------------- | --- |
| 1 | Виктор Эммануил II (1820—1878)  |             | 17 марта 1861  | 9 января 1878  | Первый король объединённой Италии |
| 2 | Умберто I (1844—1900)           |             | 9 января 1878  | 29 июля 1900   | Один из учредителей Тройственного союза. Убит в 1900 году анархистом Гаэтано Бреши |
| 3 | Виктор Эммануил III (1869—1947) |             | 29 июля 1900   | 9 мая 1946     | Глава государства во время Первой мировой войны и диктатуры Бенито Муссолини |
| 4 | Умберто II (1904—1983)          |             | 9 мая 1946     | 12 июня 1946   | Последний монарх Италии. Был вынужден провести референдум о государственном устройстве, в ходе которого большинство населения проголосовало за республику и монархия была упразднена. |

## Правительство

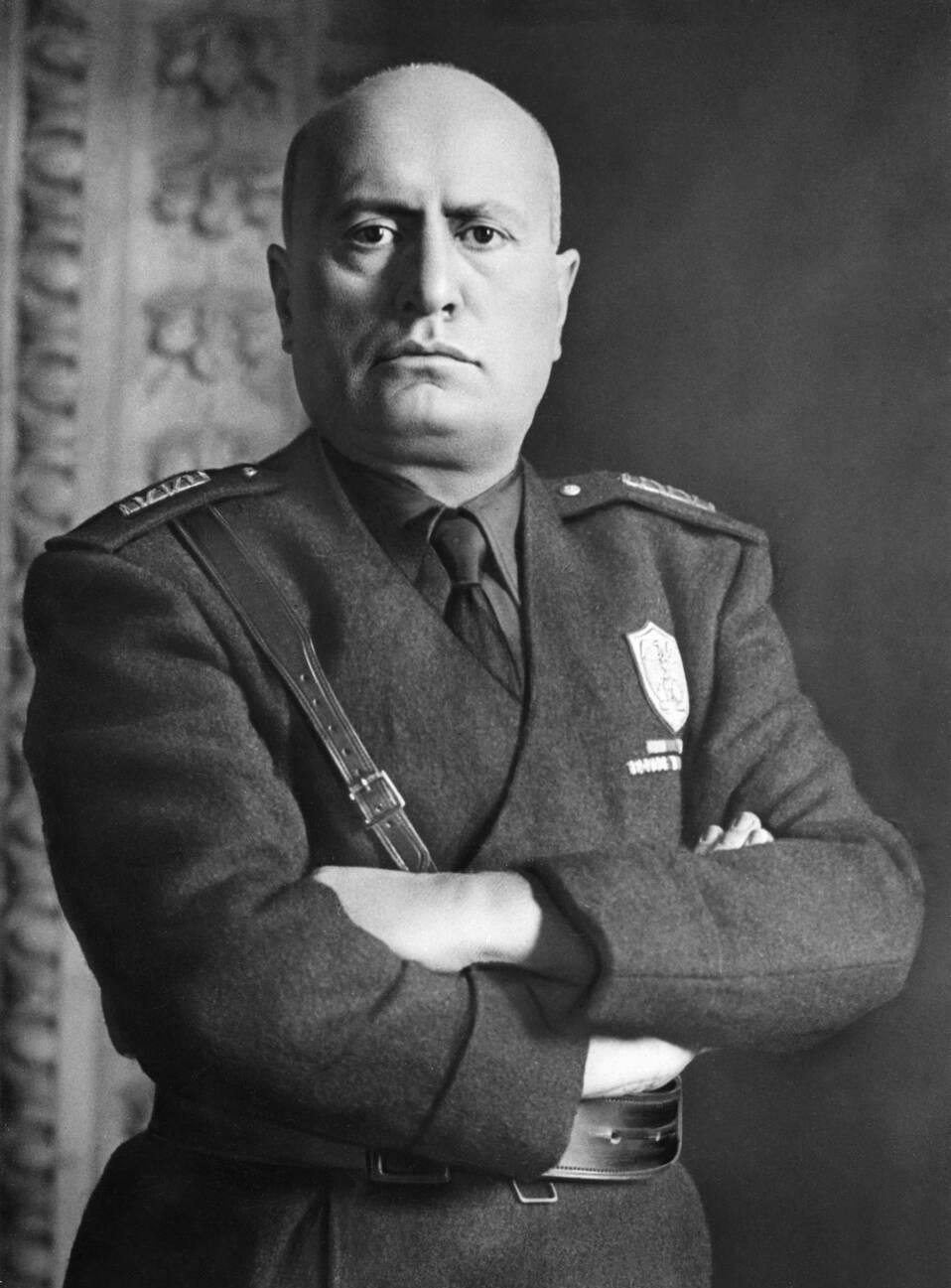
Дуче Бенито Муссолини

Королевство Италия являлось конституционной монархией. Исполнительная власть принадлежала королю, через назначаемых им министров. Обе палаты парламента — назначаемый Сенат и Палата выборных депутатов — ограничивали власть монарха. Конституция Королевства — Статут Альбертино была конституцией Королевства Сардинии. Министры подчинялись непосредственно королю, однако чаще всего правительство не могло остаться у власти без поддержки парламента.
Члены палаты депутатов избирались большинством голосов на выборах по одномандатным округам. Кандидатам была необходима поддержка свыше 50 % избирателей, принявших участие в голосовании.
После Первой мировой войны была введена пропорциональная избирательная система. Социалисты стали крупной партией, но они были не в состоянии сформировать правительство, и парламент разделился на три различные группировки, помимо социалистов это были либералы и депутаты от Католической народной партии (популяры). Выборы проходили в 1919, 1921 и 1924 годах. Муссолини затем отменил пропорциональную избирательную систему, и фашистская партия получила абсолютное большинство мест в парламенте.
В период 1922—1943 годов в Италии существовала фашистская диктатура, хотя Конституция формально оставалась в силе.

### Комментарии
1. ↑  Гимн Национальной фашистской партии.